# Peter Andruška
Peter Andruška (ur. 17 lipca 1943 w Trnovcu nad Váhom, zm. 22 września 2024) – słowacki poeta, powieściopisarz, nowelista.
Ukończył średnią szkołę leśniczą, następnie od 1966 kontynuował studia pedagogiczne w Nitrze. Od 1972 redaktor, później, od 1979 zastępca redaktora naczelnego „Slovenske pohl'ady” (ważnego periodyku społeczno-literackiego integrującego środowisko intelektualistów dążących do niepodległości Słowacji w okresie komunizmu, wypracowującego wspólny dyskurs między ewangelikami a katolikami, poruszającego kwestie mniejszości narodowych, opisującego konfliktogenne stosunki słowacko-węgierskie w historii). W 1987 Peter zostaje redaktorem naczelnym „SP”. Po aksamitnej rewolucji w 1989, był członkiem komitetu przygotowującego nadzwyczajny Zjazd Związku Pisarzy Słowackich.
Debiutował jako poeta. W swojej twórczości nawiązuje do słowackiego ruchu literatury zaangażowanej. Peterowscy bohaterowie z liryków czy powieści zawsze toczą trudną, wewnętrzną walkę o zachowanie moralnych postaw. Tłem fabularnym są czasy przełomów, społecznych kryzysów, poszukiwań autorytetów. Pokazywał czytelnikom Słowację niejednoznaczną, często zagubioną i skaleczoną, pełną paradoksów i hipokryzji.

## Publikacje (wybór)
- Labutia put' (Łabędzi śpiew, 1971)
- Ruka a kvet (Ręka i kwiat, 1976)
- Cesta pod borovicami (Droga pod sosnami, 1973)
- Hodiny z kukučou (Zegar z kukułką, 1974)
- Pamat' srdca (Pamięć serca, 1976, przerobiona w trzy lata później na Za horami je mój domov)
- Zaspievaj, chvil'a (Zaśpiewaj, chwilo; 1974)
- Hradze (Tamy, 1979)
- Balady pre otca a strom (Ballady dla ojca i drzewa, 1983)
- Villon na navsteve (Villon z wizytą, 1983)
- Lepśi l'udia (Lepszy ludzie, 1985)
- Noćna jazda (Nocna jazda, 1990)